# Linda Andersen
Linda Andersen, född den 15 juni 1969 i Tønsberg, är en norsk seglare.
Hon tog OS-guld i europajolle i samband med de olympiska seglingstävlingarna 1992 i Barcelona.